# Philotrypesis africana
Philotrypesis africana är en stekelart som beskrevs av Grandi 1921. Philotrypesis africana ingår i släktet Philotrypesis och familjen fikonsteklar.
Artens utbredningsområde är:
- Kamerun.
- Guinea.
- Elfenbenskusten.
- Nigeria.

Inga underarter finns listade i Catalogue of Life.